# Juan Servera Camps

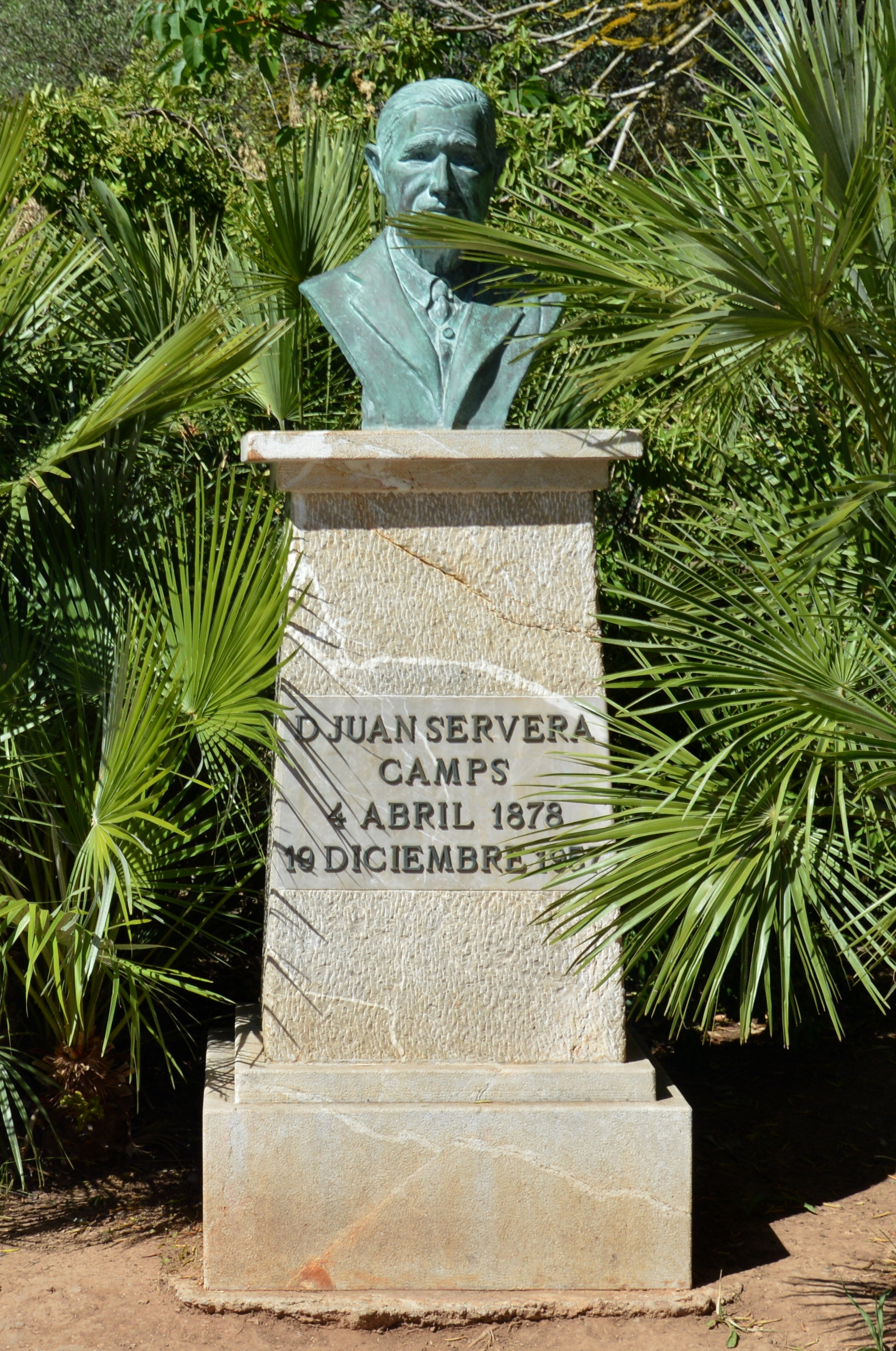
Denkmal für Don Juan Servera Camps

Don Juan Servera Camps (* 4. April 1878 in Son Servera; † 19. Dezember 1957) war ein spanischer Pionier des Tourismus auf Mallorca und erschloss die Drachenhöhlen von Porto Cristo für die Öffentlichkeit.

## Leben
Er ergriff den Beruf des Rechtsanwalts und lebte auf Mallorca in Manacor, wo er seine Ehefrau Angela Amer Nadal heiratete. Er gehörte zu den Gründern des Fremdenverkehrsvereins von Mallorca. Am 17. Juni 1922 erwarb er von der Familie Moragues aus Palma das Landgut San Moro zu dessen Grund auch die zu diesem Zeitpunkt schon gut erforschten Drachenhöhlen gehörten. Er zog dann nach dem Kauf nach Porto Cristo und veranlasste umfangreiche Baumaßnahmen, um die Höhlen für den Fremdenverkehr zu erschließen. Er ließ bis 1925 Wege und Treppen anlegen, 1929 schuf er einen neuen Zugang zur Höhle, der seitdem als Haupteingang dient. 1929 beauftragte er den Ingenieur Carlos Buigas mit der Installation einer Höhlenbeleuchtung. Die Arbeiten wurden 1934 durchgeführt. Die Einweihung erfolgte am 23. April 1935. Die Drachenhöhlen gelten als eine der bedeutendsten Sehenswürdigkeiten auf Mallorca.

## Ehrungen
Ihm zu Ehren wurde unweit der Höhlen ein Denkmal in Form einer auf einem Sockel stehenden Büste aufgestellt. Darüber hinaus wurde eine in der Nähe verlaufende Straße nach ihm als Avinguda Joan Servera Camps benannt.